# Gymnázium a obchodní akademie Mariánské Lázně
Gymnázium a Obchodní akademie Mariánské Lázně je střední škola v Mariánských Lázních s českým jazykem vyučovacím. Nabízí vzdělání v oborech osmiletého a čtyřletého gymnázia a v oboru obchodní akademie. Do roku 2008 otevírala také obor Ekonomické lyceum, který ale později zrušila.

## Historie
Gymnázium a Obchodní akademie nebyly v minulosti sloučené, ale jednalo se o dvě rozdílné střední školy v Mariánských Lázních. Teprve až v roce 2006 došlo ke sloučení obou škol na základě rozhodnutí Karlovarského kraje.

### Historie gymnázia
Gymnázium v Mariánských Lázních vzniklo na základě gymnázia německého. V té době totiž neexistovala česká střední škola, protože Češi byli v této oblasti v menšině a nemělo právo na vlastní střední školu. Německé gymnázium bylo založeno roku 1920, a přestože sídlilo v Mariánských Lázních, mělo centrum v Karlových Varech, kde studenti skládali závěrečnou zkoušku a zároveň získávali vysvědčení. Vyučovalo se tenkrát ve třech různých domech v Lesní ulici.
Roku 1925 spadlo gymnázium pod Mariánskolázeňskou správu a bylo přemístěno do Komenské ulice, do budovy dnešní Hotelové školy. Od roku 1931 se škola stala samostatnou a získala oprávnění konat přijímací a závěrečné zkoušky a vydávat vysvědčení. Vyučovalo se zde v němčině. Až do roku 1942 řídil školu ředitel Franz Görgl z Úšovic a po něm profesor Karl Eigermann do roku 1945. V období 1938 - 1945 spadalo gymnázium do státní správy. Dne 6. září 1945 bylo založeno první české gymnázium v Mariánských Lázních výnosem Ministerstva školství a národní osvěty.
V prvním školním roce 1945/1946 nebyl otevřen první ročník a gymnázium mělo jenom 7 tříd. Až v dalším roce získalo plný počet tříd a mělo tudíž 8 tříd. Od tohoto školního roku byla škola umístěná do Ruské ulice. Začátkem roku 1948 došlo na gymnáziu k velkému projevu nesouhlasu ze strany studentů se státní mocí (aféra s nástěnkou k výročí E. Beneše, mající za následek dokonce soudní rozsudky a uvěznění několika profesorů a vyloučení studentů). Z tohoto důvodu se gymnázium přemístilo do Plané s oficiálním odůvodněním údajné optimalizace sítě středních škol. Sem odešel i ředitel Eduard Černý, který byl ale v souvislosti s pracemi ohledně likvidace školy pověřen jako V. Pospíšil[zdroj⁠?!].
„Vyhnanství“ trvalo celkem 11 let a roku 1960 se gymnázium vrátilo do Mariánských Lázní, přejmenované na Jedenáctiletou střední školu, toho času sídlem v Úšovicích, kde školu vedl Eduard Hrkal, ovšem pouze dva roky. O tři roky později se název změnil na Střední všeobecně vzdělávací školu s ředitelem Miloslavem Pelcem, jedné z významných osobností Mariánských Lázní. Po Pelcově odchodu, roku 1969, se stal ředitelem J. Korbelář, s nímž se škola přejmenovala opět na gymnázium.
V roce 1972 bylo gymnázium přestěhováno opět do Ruské ulice, kde působí dodnes. Roku 2006 se sem přestěhovala Obchodní akademie a od té doby vystupuje společně s Obchodní akademií jako Gymnázium a Obchodní akademie Mariánské Lázně.
V roce 2013 se krajský výbor pro školství pokusil o omezení školy zrušením oboru osmileté gymnázium. Škola ale neprodleně vystavila petici proti rušení, kterou během týdne podepsalo přes 2 000 lidí a kraj tak od záměru upustil.

### Historie Obchodní akademie
Obchodní akademie je o 33 let mladší než gymnázium. Začala zřízením Vyšší hospodářské a Hospodářské školy roku 1953, v té době se sídlem v budově dnešní Hotelové školy. V roce 1961 se škola přejmenovala na SEŠ (Střední ekonomická škola) a byla sestěhována do budovy bývalé Zdravotnické školy, kde sídlila do roku 1991. V té době se přejmenovala na Obchodní akademii. Až roku 2006 byla přestěhována do budovy gymnázia v Ruské ulici a od sloučení společně s ním vystupuje jako Gymnázium a Obchodní akademie Mariánské Lázně.

## Studijní obory v minulosti na Obchodní akademii v Mariánských Lázních
- hospodářská administrativa
- financování a národohospodářská evidence
- účetní evidence
- ekonomika průmyslu
- národohospodářská evidence
- všeobecná ekonomika
- ekonomika služeb
- ekonomické lyceum

## Přehled ředitelů Gymnázia v Mariánských Lázních
- 1920 – 1930 německé Real Gymnasium, pobočka gymnázia Karlovy Vary (bez samostatného ředitele)
- 1931 – 1942 profesor Franz Görgl
- 1942 – 1945 profesor Karl Eigermann
- 6. září 1945 založení českého gymnázia v Mariánských Lázních
- 1945 – 1947 Eduard Černý
- 1948 – 1949 V. Pospíšil
- 1949 – 1960 škola přeložena do Plané u Mariánských Lázní
- 1949 – 1950 J. Korbelář
- 1951 – 1953 L. Zídek
- 1954 – 1958 K. Žuček
- 1959 St. Doležal
- 1960 J. Hájek
- 1. září 1960 škola se vrací do Mariánských Lázní
- 1960 – 1962 Ed. Hrkal
- 1962 – 1969 M. Pelc
- 1970 – 1972 J. Korbelář
- 1972 – 1984 A. Horáčková
- 1984 – 1993 J. Matoušek
- 1994 – 2006 J. Smazal
- 2006 – 2007 Ladislav Jíša (jako statutární zástupce ředitele)
- 2007 – 2019 Miroslav Pelc, ml.
- 2019 – dosud Klára Tesařová

## Přehled ředitelů Obchodní akademie v Mariánských Lázních
- 1953 – 1961 Rudolf Horák
- 1961 – 1967 Václav Materna
- 1967 – 1974 Ing. Rudolf Kopek
- 1974 – 1981 Ing. Roman Divíšek
- 1981 – 1990 Karel Groh
- 1990 – 2004 Ing. Daniela Scheinherrová
- 1. 9. 2004 – 4. 10. 2005 Ing. Martina Klánová
- 5. 10. 2005 – 30. 6. 2006 Mgr. Ladislav Jíša (jako statutární zástupce školy)
- 1. 7. 2006 – 30. 11. 2006 Mgr. Jaroslav Smazal
- 1. 12. 2006 – 30. 4. 2007 Mgr. Ladislav Jíša (jako statutární zástupce školy)
- 1. 5. 2007 – dosud Mgr. Miloslav Pelc, ml.
- 2019 – dosud Mgr. Klára Tesařová